# Ланкастър (окръг, Пенсилвания)
Вижте пояснителната страница за други населени места с името Ланкастър.
Окръг Ланкастър (на английски: Lancaster County; на пенсилвански немски: Lengeschder Kaundi) е окръг в щата Пенсилвания, Съединени американски щати. Площта му е 2549 km², а населението - 552 984 души (2020). Административен център е град Ланкастър.
Окръг Ланкастър е туристическа дестинация, като амишската общност е основна атракция. Предците на амишите започват да имигрират в колониална Пенсилвания в началото на XVIII век, за да се възползват от религиозната свобода, предложена от Уилям Пен, както и от богатата почва и мекия климат на района. Към тях се присъединяват френските хугеноти, бягащи от религиозното преследване на Луи XIV.

## История
Районът, който става окръг Ланкастър, е част от хартата на Уилям Пен от 1681 г. Джон Кенърли получава първия записан документ от Пен през 1691 г. Въпреки че се смята, че Матиас Крейдер е бил в района още през 1691 г., няма доказателства, че европейци са се заселили в окръг Ланкастър преди 1710 г.
Окръг Ланкастър е бил част от окръг Честър, Пенсилвания, до 10 май 1729 г., когато е организиран като четвъртият окръг на колонията. Той е кръстен на град Ланкастър в графство Ланкашър в Англия, родния дом на ранния заселник Джон Райт.

### Коренно население
Историческите индиански племена в района по време на срещата с европейците включват племената на Шоуни, Саскуеханок, Коной, Делавари и Нантикоки, които са били от различни езикови семейства и са имали различни култури.

### Държавници от XIX век
Родният син на окръг Ланкастър Джеймс Бюканън, демократ, е избран за 15-ия президент на Съединените щати през 1856 г., първият жител на Пенсилвания, който заема президентския пост. Неговият дом Wheatland сега се управлява като къща музей в Ланкастър.
Тадеус Стивънс, известният радикален републиканец, представлява окръг Ланкастър в Камарата на представителите на Съединените щати от 1849 до 1853 г. и от 1859 г. до смъртта си през 1868 г. Стивънс оставq $50 000 (~$1 000 000 през 2023 г.) за създаване на сиропиталище. Този имот в крайна сметка е разработен като държавен колеж по технологии Thaddeus Stevens. Стивънс и Бюканън са погребани в Ланкастър.

### Религиозна история
Най-старото оцеляло жилище на европейски заселници в окръга е това на менонитския епископ Ханс Хер, построено през 1719 г. През 1989 г. Доналд Крайбил преброява 37 различни религиозни тела/организации, с 289 конгрегации и 41 600 кръстени членове, сред обикновените секти които са потомци на анабаптистките менонитски имигранти в окръг Ланкастър. Централният комитет на менонитите в Акрон подкрепя оказването на помощ при бедствия и осигурява работна ръка и материали на местните организации в усилията за помощ.
Град Литиц първоначално е планиран като затворена общност, основана в началото на 1740 г. от членове на Моравската църква. Градът в крайна сметка се разраства и посреща своите съседи. Моравската църква създава училище за момичета Linden Hall през 1746 г.; това е една от най-ранните образователни институции в непрекъсната дейност в Съединените щати. 

## Георгафия

### Съседни окръзи
- Лебанон (север)
- Бъркс (североизток)
- Дофин (северозапад)
- Сисъл, Мериленд (юг)
- Харфорд, Мериленд (югозапад)
- Честър (изток)
- Йорк (запад)

## Демография

### Преброяване 2020
| Раса                     | Брой    | Процент |
| ------------------------ | ------- | ------- |
| Бели                     | 440 613 | 79,68%  |
| Черни или афроамериканци | 19 563  | 3,53%   |
| Индианци                 | 522     | 0,01%   |
| Азиатци                  | 13 939  | 2,52%   |
| Тихоокеански островиняни | 110     | 0,02%   |
| Други/Смесени            | 17 093  | 3,1%    |
| Хиспано или латино       | 61 171  | 11,1%   |

### Религия
- Протестанти: 38% (от които евангелски протестанти 23,7%, основни протестанти 13,8% и черни протестанти 0,4%)
- Римокатолици: 9,9%
- Източноправославни: 0,3%
- Други: 1,1%
- Без религия: 50,9%

### Диалект
Някои жители на окръга говорят с диалект, повлиян от пенсилванския немски. Това е често срещано в окръзите Ланкастър, Лебанон, Йорк и Харисбърг.